# Svartlå
Svartlå är en småort i Bodens kommun i Norrbottens län, belägen vid Lule älv. 
Namnet Övre Svartlå användes vid tätortsavgränsningarna 1950 och 2010. 2015 förlorade Övre Svartlå sin status som tätort på grund av att folkmängden minskat till under 200 personer. Även 2000 och 2005 räknades dock orten som en småort, då med namnet Svartlå.

## Befolkningsutveckling
| Befolkningsutvecklingen i Svartlå/Övre Svartlå 1950–2015                                                                         | Befolkningsutvecklingen i Svartlå/Övre Svartlå 1950–2015 | Befolkningsutvecklingen i Svartlå/Övre Svartlå 1950–2015 | Befolkningsutvecklingen i Svartlå/Övre Svartlå 1950–2015 | Befolkningsutvecklingen i Svartlå/Övre Svartlå 1950–2015 |
| --- | -------------------------------------------------------- | -------------------------------------------------------- | -------------------------------------------------------- | -------------------------------------------------------- |
| |                                                          |                                                          |                                                          |                                                          |
| År |                                                          |                                                          | Folkmängd                                                | Areal (ha)                                               |
| 1950 | 1950                                                     |                                                          | 244                                                      | ##                                                       |
| 1960 | 1960                                                     |                                                          | 232                                                      |                                                          |
| 1965 | 1965                                                     |                                                          | 230                                                      |                                                          |
| 1970 | 1970                                                     |                                                          | 233                                                      |                                                          |
| 1975 | 1975                                                     |                                                          | 229                                                      |                                                          |
| 1980 | 1980                                                     |                                                          | 225                                                      |                                                          |
| 1990 | 1990                                                     |                                                          | 211                                                      | 44                                                       |
| 1995 | 1995                                                     |                                                          | 204                                                      | 44                                                       |
| 2000 | 2000                                                     |                                                          | 188                                                      | 44#                                                      |
| 2005 | 2005                                                     |                                                          | 197                                                      | 45#                                                      |
| 2010 | 2010                                                     |                                                          | 201                                                      | 45                                                       |
| 2015 | 2015                                                     |                                                          | 178                                                      | 45#                                                      |
| Anm.: Benämndes Övre Svartlå 1950. Ej tätort 2000−2005 och 2015. ## Som tätort/befolkningsagglomeration 1920–1950. # Som småort. |                                                          |                                                          |                                                          |                                                          |